# پابلو عبدالله
پابلو عبدالله (انگلیسی: Pablo Abdala؛ زادهٔ ۶ مهٔ ۱۹۷۲) بازیکن فوتبال متولد آرژانتین اهل فلسطین بود.
از باشگاه‌هایی که در آن بازی کرده است می‌توان به باشگاه فوتبال روساریو سنترال و باشگاه فوتبال میلوناریوس اشاره کرد.
وی همچنین در تیم ملی فوتبال فلسطین بازی کرده است.